# Gouvernement Bono V
 Castille-La Manche
Bono IV Bono VI
Le gouvernement Bono V est le gouvernement de Castille-La Manche entre le 22 juillet 1999 et le 8 juillet 2003, durant la Ve législature des Cortes de Castille-La Manche. Il est présidé par José Bono.

## Composition

### Initiale
| Fonction                                                                       | Titulaire | Titulaire                                                              | Parti     |
| ------------------------------------------------------------------------------ | --------- | ---------------------------------------------------------------------- | --------- |
| Président                                                                      |           | José Bono Martínez                                                     | PSCM-PSOE |
| Vice-président                                                                 |           | José María Barreda Fontes                                              | PSCM-PSOE |
| Conseiller à l'Économie et aux Finances                                        |           | Isidro Hernández Perlines                                              | PSCM-PSOE |
| Conseiller à l'Agriculture et à l'Environnement                                |           | Alejandro Alonso Núñez                                                 | PSCM-PSOE |
| Conseiller à l'Éducation                                                       |           | José Valverde Serrano                                                  | PSCM-PSOE |
| Conseiller au Bien-être social                                                 |           | Emiliano García-Page Sánchez                                           | PSCM-PSOE |
| Conseiller aux Travaux publics                                                 |           | Alejandro Gil Díaz                                                     | PSCM-PSOE |
| Conseillère à la Santé                                                         |           | Matilde Valentín Navarro (jusqu'au 31/01/2000) Fernando Lamata Cotanda | PSCM-PSOE |
| Conseiller aux Administrations publiques Secrétaire du Conseil de gouvernement |           | Justo Tomás Zambrana Pineda                                            | PSCM-PSOE |
| Conseillère à l'Industrie et au Travail                                        |           | Araceli Muñoz de Pedro                                                 | PSCM-PSOE |
| Conseillère à la Culture                                                       |           | Rubí Eulalia Sanz Gamo                                                 | PSCM-PSOE |

### Remaniement du17 mars 2000
- Les nouveaux conseillers sont indiqués en gras, ceux ayant changé d'attributions en italique.

| Fonction                                                         | Titulaire | Titulaire                          | Parti     |
| ---------------------------------------------------------------- | --------- | ---------------------------------- | --------- |
| Président                                                        |           | José Bono Martínez                 | PSCM-PSOE |
| Vice-président                                                   |           | José María Barreda Fontes          | PSCM-PSOE |
| Conseiller à la Présidence Secrétaire du Conseil de gouvernement |           | Isidro Hernández Perlines          | PSCM-PSOE |
| Conseillère à l'Économie et aux Finances                         |           | María Luisa Araújo Chamorro        | PSCM-PSOE |
| Conseiller à l'Agriculture et à l'Environnement                  |           | Alejandro Alonso Núñez             | PSCM-PSOE |
| Conseiller à l'Éducation                                         |           | José Valverde Serrano              | PSCM-PSOE |
| Conseiller au Bien-être social                                   |           | Tomás Mañas González               | PSCM-PSOE |
| Conseiller aux Travaux publics                                   |           | Alejandro Gil Díaz                 | PSCM-PSOE |
| Conseiller à la Santé                                            |           | Fernando Lamata Cotanda            | PSCM-PSOE |
| Conseillère aux Administrations publiques                        |           | María del Carmen Valmorisco Martín | PSCM-PSOE |
| Conseillère à l'Industrie et au Travail                          |           | Araceli Muñoz de Pedro             | PSCM-PSOE |
| Conseillère à la Culture                                         |           | María Pilar Sánchez Castro         | PSCM-PSOE |

### Remaniement du21 février 2001
- Les nouveaux conseillers sont indiqués en gras, ceux ayant changé d'attributions en italique.

| Fonction                                                                        | Titulaire | Titulaire                                                                   | Parti     |
| ------------------------------------------------------------------------------- | --------- | --------------------------------------------------------------------------- | --------- |
| Président                                                                       |           | José Bono Martínez                                                          | PSCM-PSOE |
| Vice-président                                                                  |           | José María Barreda Fontes                                                   | PSCM-PSOE |
| Conseillère à l'Économie et aux Finances                                        |           | María Luisa Araújo Chamorro                                                 | PSCM-PSOE |
| Conseiller à l'Agriculture et à l'Environnement                                 |           | Alejandro Alonso Núñez (jusqu'au 13/06/2003) José María Barreda Fontes a.i. | PSCM-PSOE |
| Conseiller à l'Éducation et à la Culture                                        |           | José Valverde Serrano                                                       | PSCM-PSOE |
| Conseiller au Bien-être social                                                  |           | Tomás Mañas González                                                        | PSCM-PSOE |
| Conseiller aux Travaux publics                                                  |           | Alejandro Gil Díaz                                                          | PSCM-PSOE |
| Conseiller à la Santé                                                           |           | Fernando Lamata Cotanda                                                     | PSCM-PSOE |
| Conseillère aux Administrations publiques Secrétaire du Conseil de gouvernement |           | María del Carmen Valmorisco Martín                                          | PSCM-PSOE |
| Conseillère à l'Industrie et au Travail                                         |           | Araceli Muñoz de Pedro                                                      | PSCM-PSOE |
| Conseiller à la Science et à la Technologie                                     |           | Isidro Hernández Perlines                                                   | PSCM-PSOE |
| Conseiller porte-parole du gouvernement                                         |           | Emiliano García-Page Sánchez                                                | PSCM-PSOE |